# From tha Chuuuch to da Palace
From tha Chuuuch to da Palace - singel amerykańskiego rapera Snoop Dogga pochodzący z albumu pt. Paid tha Cost to Be da Boss. Został wydany w październiku 2002 roku. Gościnnie występuje Pharrell Williams. Do utworu powstał teledysk. Utwór również znalazł się w filmie 50 pierwszych randek.

## Lista utworów
Opracowano na podstawie źródła.
1. "From Tha Chuuuch To Da Palace (Radio Edit)"
2. "From Tha Chuuuch To Da Palace (Instrumental)"
3. "Paper'd Up (Clean Album Version)" (feat. Mr. Kane, Traci Nelson)

## Notowania
| Notowanie (2002)                      | Najwyższa pozycja |
| ------------------------------------- | ----------------- |
| U.S. Billboard Hot 100                | 77                |
| U.S. Billboard Hot R&B/Hip-Hop Songs  | 23                |
| U.S. Billboard Hot Rap Tracks         | 16                |
| U.S. Billboard Rhythmic Airplay Chart | 27                |
| UK Singles Chart                      | 27                |
| Germany Top 100                       | 75                |
| Radio+Records Airplay - Rhythmic      | 23                |
| Radio+Records Airplay - Urban         | 27                |
| Tokio Hot 100                         | 57                |
| Dutch Top 100                         | 97                |
| Denmark Top 20                        | 19                |